# برايان سوليفان (لاعب هوكي جليد)
برايان سوليفان (بالإنجليزية: Brian Sullivan)‏ هو لاعب هوكي جليد أمريكي، ولد في 23 أبريل 1969 في South Windsor, Connecticut ‏ في الولايات المتحدة.

## وصلات خارجية
- برايان سوليفان على موقع دوري الهوكي الوطني (الإنجليزية)
- برايان سوليفان على موقع قاعة مشاهير الهوكي (لاعب أن.إتش.أل) (الإنجليزية)
- برايان سوليفان على موقع EliteProspects.com (الإنجليزية)
- برايان سوليفان على موقع HockeyDB.com (الإنجليزية)
- برايان سوليفان على موقع Hockey-Reference.com (الإنجليزية)